# Slaget om Okinawa
Slaget om Okinawa blev udkæmpet under 2. verdenskrig mellem amerikanske og japanske styrker på og omkring øen Okinawa mellem april og juni 1945. Øen som hørte til den japanske øgruppe Ryukyu-øerne (og dermed hørte det til det "egentlige" Japan) var den sidste store forhindring for de amerikanske styrker inden en invasion af de fire japanske hovedøer kunne begynde. Hverken amerikanerne eller japanerne mente, at dette ville være det sidste store slag i Stillehavskrigen, hvad det i sidste ende blev. Den øverstbefalende for de amerikanske styrke hed Simon Bolivar Buckner, Jr. Den japanske øverstbefalende hed Mitsuru Ushijima.
Japanerne var foråret 1945 i realiteten besejrede, USA havde overlegenhed i luften såvel som på havet, men der var stadig ingen tegn på, at Japan ville kapitulere. Slaget om Okinawa anses for at være den største kombinerede land-sø-luft-slag i hele krigshistorien.
USA vandt slaget, men sejren havde kostet dyrt for amerikanerne. Det havde invaderet øen med ca. 150.000 soldater, der begyndte den 1. april (styrken blev fordoblet efterhånden). Af dem blev 12.500 dræbt og 40.000 såret. Yderligere døde tusinder af skader og sygdomme senere. På den japanske side var mindst 100.000 soldater dræbt. I slagets start forsøgte japanerne gennem Operation Ten-Go med det enorme slagskib Yamato at standse den amerikanske landgang, hvilket dog mislykkedes. Den amerikanske flåde sænkede Yamato den 7. april.
Sammenlignet med mange af de andre øer, der var krig på i Stillehavet, havde Okinawa et stor civilbefolkningen. Hvor mange civile der døde vides ikke præcist, men der er nok mere end 100.000. Den japanske propaganda har skæmt så mange tusinder at de begik selvmord i stedet for at blive taget til fange af amerikanerne. Slaget om Okinawa var første gang, at japanske soldater overgav sig i et større omfang.
Det store amerikanske tab var en medvirkende faktor til USA valgte at bombe Japan ud af krigen med atombomberne over Hiroshima og Nagasaki, i stedet for en invasion, som helt sikkert ville have været meget blodig for amerikanerne.